# Крюкова Ніла Валеріївна
Неоні́ла Вале́ріївна Крю́кова (14 листопада 1943, Попівка — 5 жовтня 2018, Київ) — українська акторка. Народна артистка Української РСР (1985). Лауреат Державної премії України ім. Т. Г. Шевченка (1989). Герой України (2008).
Працювала у Національній філармонії України. Майстриня розмовного жанру.

## Біографія
Неоніла Крюкова народилася 14 листопада 1943 року в селі Попівка Онуфріївського району на Кіровоградщині. Закінчила Олександрійське училище культури.
Після закінчення 1967 року Київського державного інституту театрального мистецтва ім. І. Карпенка-Карого працювала у Полтавському музично-драматичному театрі ім. М. Гоголя, у літературному театрі «Слово», при Спілці письменників України, — в один час з Олесем Гончарем, Ліною Костенко, Григором Тютюнником, Миколою Вінграновським, Василем Земляком, Євгеном Гуцалом.
З 1975 року — артистка Національної філармонії України. Всупереч заборонам підготувала 17 сольних концертних програм за творами українських письменників. Акторка з принциповою громадянською позицією.
1981 року разом із Галиною Менкуш Неоніла Крюкова наважилася поставити моновиставу «Маруся Чурай» за забороненою поемою Ліни Костенко.
1984 року створила моновиставу за романом Олеся Гончара «Собор», що був заборонений свого часу радянською цензурою. Запис телеверсії моновистави здійснило творче об'єднання «Культура» 1993 року.
1986 року однією з перших виступила в Чорнобилі перед ліквідаторами аварії на ЧАЕС.

Могила Ніли Крюкової, Байкове кладовище

У жовтні 1990-го — приєдналася до «Революції на граніті» (студентського голодування на Майдані).
2004 р. — учасниця Помаранчевої революції. Неоніла Крюкова намагалася донести українське слово й дітям; її виступи пам'ятають у сотнях шкіл, куди філармонія направляла актрису з плановими виступами.
З 2006-го, після травми хребта, — прикута до лікарняного ліжка і візка.
22 серпня 2008 року на своєму творчому вечорі вона майже впродовж двох годин (в інвалідному візку) читала твори українських літераторів.
Нагороджена орденом князя Ярослава Мудрого V ст. (18 серпня 2006).
20 серпня 2008 року присвоєно звання Герой України з врученням ордена Держави — за визначні особисті заслуги перед Українською державою у розвитку національної культури, натхненну творчу і життєствердну мистецьку діяльність.
Померла 5 жовтня 2018 року у місті Києві після тривалої важкої хвороби. Похована 7 жовтня 2018 року на центральній алеї Байкового кладовища (ділянка № 42а, 50°25′17.22″ пн. ш. 30°30′28.16″ сх. д. / 50.4214500° пн. ш. 30.5078222° сх. д.) міста Києва.

## Фільмографія
- 1966 — Бур'ян
- 1967 — На Київському напрямку
- 1972 — Пропала грамота
- 1993 — Кайдашева сім'я

## Пам'ять
У місті Кременчук вулицю Утьосова перейменували на вулицю Ніли Крюкової.